# Caroline Sury
 (octobre 2018).
Caroline Sury est une auteure de bande dessinée, peintre, illustratrice, graphiste et éditrice française née en 1964 à Laval.

## Biographie
Caroline Sury est « dessinatrice, peintre, graphiste, auteur de bandes dessinées et illustratrice de presse ».
Elle est diplômée de l'école des Beaux-Arts de Bordeaux en 1989 et vit un temps à New York. Elle a fait partie des candidats sélectionnés en 1991 par la Fondation Jean-Claude-Reynal.
De 1993 à 2009, elle a fondé et co-dirigé avec son compagnon Pakito Bolino les éditions Le Dernier Cri établies à Marseille.
Ses bandes dessinées Bébé 2000 (2006) et Cou tordu (2010) sont éditées chez L'Association.
Elle apparaît dans des revues telles que Lapin, Strapazin, Stronx, La Monstrueuse et Ferraille. En parallèle, elle a dessiné dans la presse pour Libération, Le Monde, La Provence, Beaux-Arts magazine. Elle participe au Comix 2000 et publie une illustration dans chaque numéro de Marseille l'Hebdo, depuis l'origine de ce titre jusqu'à la refonte de sa maquette en 2006. Elle a créé une fresque à Paris au bar Le Soleil, boulevard de Ménilmontant.[réf. souhaitée] Elle a aussi chanté dans le « groupe hardcore évolutif RWA ».
Elle développe depuis 2009 la sculpture sur papier, des monographies de son travail Surin et Exorsurisation sont parues chez United Dead Artists.
Parue en 2019 chez Le Monte-en-l'air, sa bande dessinée Un matin avec mademoiselle Latarte décrit une relation toxique et fait partie de la sélection officielle du festival de bande dessinée d'Angoulême 2020.

## Œuvres

### Bande dessinée
- Bébé 2000, éd. L'Association, 2006  (ISBN 978-2844142009)
- Cou Tordu, éd. L'Association, 2010  (ISBN 978-2844144157)
- Surin, éd. United Dead Artists, 2013
- Exorsurisation, éd. United Dead Artists, 2016
- La Menteuse, éd. Séries Rares, 2017, Genève
- Un matin avec mademoiselle Latarte, éd. Le Monte-en-l'air, 2019  (ISBN 979-10-92775-26-6) - Sélection officielle Festival d'Angoulême 2020
- Grigri, éd. La gangue, 2019, Marseille

### Autres
- Dog Time
- Scènes d'un Cirque
- Bête Verte
- Le stylo a strip-tease
- Holidays in Blooby land
- Frida Gastro
- Caroline et ses amis
- Couscous Sardine, 2001[4]
- Marseille, quelle histoire!, textes de François Thomazeau, Éditions Gaussen, 2012  (ISBN 978-2-35698-048-9)